# César Madalngué
César Madalngué (ur. 9 grudnia 1987 w Ndżamenie) – czadyjski piłkarz grający na pozycji prawego obrońcy. W swojej karierze rozegrał 13 meczów w reprezentacji Czadu.

## Kariera klubowa
Swoją karierę piłkarską Madalngué rozpoczął w klubie Renaissance FC. W sezonie 2001/2002 zadebiutował w jego barwach w pierwszej lidze czadyjskiej. Grał w nim do 2008 roku. Wywalczył z nim sześć tytułów mistrza Czadu w sezonach 2001/2002, 2003, 2004, 2005, 2006 i 2007 oraz wicemistrzostwo w sezonie 2008. W latach 2009–2012 występował w Gazelle FC. Dwukrotnie został z nim mistrzem kraju w sezonach 2009 i 2012 oraz wicemistrzem w sezonie 2010. W latach 2013–2015 był piłkarzem AS CotonTchad. W sezonach 2014 i 2015 wywalczył z nim dwa wicemistrzostwa Czadu. W 2016 ponownie grał w Gazelle FC, w którym zakończył karierę.

## Kariera reprezentacyjna
W reprezentacji Czadu Madalngué zadebiutował 22 lutego 2007 w wygranym 1:0 towarzyskim meczu z Beninem. Od 2007 do 2012 wystąpił w kadrze narodowej 13 razy.